# Karyn Kusama
Karyn Kusama (Brooklyn, 21 marzo 1968) è una regista e sceneggiatrice statunitense.

## Biografia
Karyn Kusama nasce il 21 marzo 1968 a Brooklyn (New York) da una famiglia di origini giapponesi; durante gli anni novanta svolge vari lavori per pagarsi gli studi alla New York University, dove poi ottiene la laurea. Ha esordito nel mondo dello spettacolo nel 2000, dirigendo e sceneggiando il film sportivo Girlfight, con Michelle Rodriguez come protagonista. Questo è anche l'unico film per cui ha concorso in vari  festival cinematografici, quali il Sundance Film Festival, il Festival internazionale del film di Cannes, il Deauville American Film Festival, il Flanders International Film Festival e altre gare minori.
Per l'interpretazione eccellente della Rodriguez, al Festival di Cannes le è stato assegnato l'Award of the Youth, al Deauville Film Festival il Grand Special Prize e al Sundance Film Festival il Grand Jury Prize. Al Sundance le è stato assegnato il Premio alla miglior regia, mentre ai Gotham Awards l'Open Palm Award.
Cinque anni più tardi ha collaborato con un'altra attrice di grosso calibro, Charlize Theron, nel film d'azione fantascientifco Æon Flux - Il futuro ha inizio.
Nel 2006 si è sposata con lo sceneggiatore Phil Hay, amico e collega di Matt Manfredi dai tempi del college. La coppia ha avuto un figlio di nome Michio.
Nel 2009 ha diretto la commedia nera Jennifer's Body, con la partecipazione di Megan Fox e Adam Brody. 
Nel 2022 riceve una candidatura ai Primetime Emmy Awards per la regia dell'episodio pilota della serie Yellowjackets.

## Filmografia

### Cinema
- Girlfight (2000)
- Æon Flux - Il futuro ha inizio (Æon Flux) (2005)
- Jennifer's Body (2009)
- The Invitation (2015)
- XX - Donne da morire (2017)
- Destroyer (2018)

### Televisione
- The L Word – serie TV, episodio 4x10 (2007)
- Halt and Catch Fire – serie TV, episodi 1x03-2x07-3x07-4x10 (2014-2017)
- Chicago Fire – serie TV, episodio 3x18 (2015)
- L'uomo nell'alto castello (The Man in the High Castle) – serie TV, episodi 1x08-2x07 (2015-2016)
- Casual – serie TV, episodi 2x03-2x04 (2016)
- Masters of Sex – serie TV, episodio 4x09 (2016)
- Billions – serie TV, episodi 1x10-2x11 (2016-2017)
- The Outsider – miniserie TV, 1 puntata (2020)
- La misteriosa accademia dei giovani geni (The Mysterious Benedict Society) – serie TV, episodio 1x05 (2021)
- In Treatment – serie TV, 4 episodi (2021)
- Yellowjackets – serie TV, episodi 1x01-2x09 (2021-2023)
- The Consultant – serie TV, episodio 1x08 (2023)

## Riconoscimenti
- Primetime Emmy Awards
  - 2022 – Candidatura alla miglior regia in una serie drammatica per Yellowjackets
- Independent Spirit Awards
  - 2001 – Candidatura al miglior esordio in regia per Girlfight
- Saturn Award
  - 2019 – Candidatura alla miglior regia per Destroyer